# Prix de la ville de Vienne de musique
Le prix de la ville de Vienne de musique (en allemand : preis der stadt Wien für musik) est un prix décerné à des musiciens par la ville de Vienne (Autriche). Ce prix est une des catégories des prix de la ville de Vienne attribués annuellement depuis 1947. Chaque prix est doté d'un montant de 8 000 euros.

## Lauréats
| - 1947 : Hanns Jelinek - 1948 : Hans Erich Apostel - 1949 : Theodor Berger - 1950 : Karl Schiske - 1951 : Johann Nepomuk David - 1952 : Joseph Marx - 1953 : Egon Wellesz - 1954 : Josef Matthias Hauer - 1955 : Ernst Křenek - 1956 : aucun prix attribué - 1957 : aucun prix attribué - 1958 : Gottfried von Einem - 1959 : Alexander Spritzmüller - 1960 : Franz Salmhofer - 1961 : Alfred Uhl - 1962 : aucun prix attribué - 1963 : Anton Heiller - 1964 : aucun prix attribué - 1965 : aucun prix attribué - 1966 : Armin Kaufmann - 1967 : Otto Siegl - 1968 : Ernst Tittel - 1969 : Marcel Rubin - 1970 : aucun prix attribué - 1971 : Robert Schollum - 1972 : Rudolf Weishappel - 1973 : Augustin Kubizek - 1974 : Friedrich Cerha - 1975 : Paul Kont - 1976 : Karl Heinz Füssl - 1977 : Roman Haubenstock-Ramati - 1978 : Fritz Leitermeyer - 1979 : Thomas Ch. David - 1980 : Kurt Schwertsik - 1981 : Francis Burt - 1982 : Heinrich Gattermeyer | - 1983 : Paul Angerer - 1984 : Erich Urbanner - 1985 : Anestis Logothetis - 1986 : Iván Erőd - 1987 : Heinz Kratochwil - 1988 : Kurt Rapf - 1989 : HK Gruber (de) - 1990 : Otto M. Zykan - 1991 : Dieter Kaufmann - 1992 : Luna Alcalay - 1993 : György Ligeti - 1994 : Paul Walter Fürst - 1995 : Gösta Neuwirth - 1996 : Michael Gielen - 1997 : René Clemencic - 1998 : Helmut Eder - 1999 : Eugene Hartzell - 2000 : Herbert Lauermann - 2001 : Franz Koglmann - 2002 : Georg Friedrich Haas - 2003 : Beat Furrer - 2004 : Wolfgang Mitterer - 2005 : Olga Neuwirth - 2006 : Renald Deppe - 2007 : Michael Mantler - 2008 : Bernhard Lang - 2009 : Mathias Rüegg - 2010 : Michael Jarell - 2011 : Herwig Reiter - 2012 : Johannes Maria Staud - 2013 : Gabriele Proy - 2014 : Patrick Pulsinger - 2015 : Bernd Richard Deutsch - 2016 : Thomas Wally - 2017 : Roland Neuwirth |